# 美濃源氏の挙兵
美濃源氏の挙兵（みのげんじのきょへい）は、治承・寿永の乱の中で起きた美濃源氏の反平氏の一連の軍事行動である。

## 経過
治承4年（1180年）10月富士川の戦いにおいて平氏は敗北して帰京した。その直後の11月7日源頼朝、源信義（武田信義）追討の宣旨があらためて出され、再度の追討使派遣が検討される。その際平時忠が美濃源氏を味方につける策を進言するがこれは容れられなかった（『吉記』）。すると11月17日尾張・美濃の源氏が蜂起した（『玉葉』）。
その後反平氏の挙兵は畿内にも波及し、11月20日に近江源氏の山本義経らが挙兵する。しかし、反撃に転じた平氏の軍事行動により近江の反乱勢力は制圧される（近江攻防）。
敗れた近江源氏の武将らは美濃へ逃亡して美濃源氏と合流した。美濃源氏は近江源氏を迎え入れて平氏に対する抵抗を続ける。
年が明けた治承5年（1181年）1月18日平氏は美濃へ攻撃を開始、20日に平通盛が蒲倉城を落として美濃を制圧する。この戦いで両軍ともに多数の戦死者を出し、一時は美濃源氏の中心人物である源光長（土岐光長）が討ち取られ梟首されたとの噂が流布している（『玉葉』）。
美濃攻略に成功した平氏は次に尾張制圧を目指す。直後に平清盛の死去などがあり出陣は延期されるが、同年3月に墨俣川の戦いを迎えることになる。